# Synotis
Synotis es un género de plantas herbáceas perteneciente a la familia de las asteráceas. Comprende 56 especies descritas y es estas, solo 43 aceptadas.

## Taxonomía
El género fue descrito por (C.B.Clarke) C.Jeffrey & Y.L.Chen y publicado en Kew Bulletin 39(2): 285. 1984. La especie tipo es: Synotis wallichii (DC.) C.Jeffrey & Y.L.Chen		

## Especies aceptadas
A continuación se brinda un listado de las especies del género Synotis aceptadas hasta agosto de 2012, ordenadas alfabéticamente. Para cada una se indica el nombre binomial seguido del autor, abreviado según las convenciones y usos.
- Synotis acuminata (Wall. ex DC.) C.Jeffrey & Y.L.Chen
- Synotis ainsliifolia C.Jeffrey & Y.L.Chen
- Synotis alata (Wall. ex Wall.) C.Jeffrey & Y.L.Chen
- Synotis atractylidifolia (Ling) C.Jeffrey & Y.L.Chen
- Synotis auriculata C.Jeffrey & Y.L.Chen
- Synotis austroyunnanensis C.Jeffrey & Y.L.Chen
- Synotis birmanica C.Jeffrey & Y.L.Chen
- Synotis brevipappa C.Jeffrey & Y.L.Chen
- Synotis calocephala C.Jeffrey & Y.L.Chen
- Synotis cappa (Buch.-Ham. ex D.Don) C.Jeffrey & Y.L.Chen
- Synotis cavaleriei (H.Lév.) C.Jeffrey & Y.L.Chen
- Synotis changiana Y.L.Chen
- Synotis chingiana C. Jeffrey & Y.L. Chen
- Synotis cordifolia Y.L.Chen
- Synotis damiaoshanica C.Jeffrey & Y.L.Chen
- Synotis duclouxii (Dunn) C.Jeffrey & Y.L.Chen
- Synotis erythropappa (Bureau & Franch.) C.Jeffrey & Y.L.Chen
- Synotis fulvipes (Ling) C.Jeffrey & Y.L.Chen
- Synotis glomerata (Jeffrey) C.Jeffrey & Y.L.Chen
- Synotis guizhouensis C.Jeffrey & Y.L.Chen
- Synotis hieraciifolia (H.Lév.) C.Jeffrey & Y.L.Chen
- Synotis ionodasys (Hand.-Mazz.) C.Jeffrey & Y.L.Chen
- Synotis longipes C.Jeffrey & Y.L.Chen
- Synotis lucorum (Franch.) C.Jeffrey & Y.L.Chen
- Synotis muliensis Y.L.Chen
- Synotis nagensium (C.B.Clarke) C.Jeffrey & Y.L.Chen
- Synotis nayongensis C.Jeffrey & Y.L.Chen
- Synotis otophylla Y.L.Chen
- Synotis palmatisecta Y.L.Chen & J.D. Liu
- Synotis pseudoalata (C.C.Chang) C.Jeffrey & Y.L.Chen
- Synotis reniformis Y.L.Chen
- Synotis saluenensis (Diels) C.Jeffrey & Y.L.Chen
- Synotis sciatrephes (W.W.Sm.) C.Jeffrey & Y.L.Chen
- Synotis setchuanensis (Franch.) C.Jeffrey & Y.L.Chen
- Synotis sinica (Diels) C.Jeffrey & Y.L.Chen
- Synotis solidaginea (Hand.-Mazz.) C.Jeffrey & Y.L.Chen
- Synotis tetrantha (DC.) C.Jeffrey & Y.L.Chen
- Synotis triligulata (Buch.-Ham. ex D.Don) C.Jeffrey & Y.L.Chen
- Synotis vaniotii (H.Lév.) C.Jeffrey & Y.L.Chen
- Synotis wallichii (DC.) C.Jeffrey & Y.L.Chen
- Synotis xantholeuca (Hand.-Mazz.) C.Jeffrey & Y.L.Chen
- Synotis yakoensis (Jeffrey ex Jeffrey) C.Jeffrey & Y.L.Chen
- Synotis yui C.Jeffrey & Y.L.Chen